# Софроний (Сотиракис)
Митрополи́т Софро́ний Сотира́кис (греч. Μητροπολίτης Σωφρόνιος Σωτηράκης; ок. 1800 — 28 июня 1887) — епископ Константинопольской православной церкви, митрополит Амасийский (1864—1887), ипертим и экзарх Чёрного моря.

## Биография
Родился приблизительно в 1800 году в Стамбуле в квартале Эдирнекапы.
В 1836 году патриархом Константинопольским Григорием VI был призван к церковному служению и рукоположен им в сан диакона. Служил в Серре. В 1839 году по приглашению митрополита Дерского Германа перешёл в клир Деркской митрополии, где по рукоположении в сан священника служил протосинкеллом данной митрополии.
В марте 1845 году был хиротонисан во епископа Филадельфийского.
В январе 1849 году был избран митрополитом Артским.
В 1862—1863 годы был первым председателем Национального смешанного совета (греч. Εθνικό Μικτό Συμβούλιο).
17 января 1864 года был избран митрополитом Амасийским.
В последние годы проживал в Стамбуле. Скончался 28 июня 1887 года в Бакыркёй (Макрохори) в Стамбуле.